# Campionati mondiali maschili di sollevamento pesi 1989
I Campionati mondiali maschili di sollevamento pesi 1989, 62ª edizione della manifestazione, si svolsero ad Atene dal 16 al 23 settembre, e furono gli ultimi ad essere considerati validi anche come 70ª campionati europei maschili di sollevamento pesi; successivamente si tenne anche la 3ª edizione femminile dei campionati, che si svolsero in una sede diversa, a Manchester.

## Titoli in palio
| Categoria            | Eventi         | Atleti |
| -------------------- | -------------- | ------ |
| Pesi mosca           | Fino a 52 kg   | 20     |
| Pesi gallo           | Fino a 56 kg   | 27     |
| Pesi piuma           | Fino a 60 kg   | 18     |
| Pesi leggeri         | Fino a 67.5 kg | 26     |
| Pesi medi            | Fino a 75 kg   | 23     |
| Pesi massimi leggeri | Fino a 82.5 kg | 25     |
| Pesi mediomassimi    | Fino a 90 kg   | 26     |
| Pesi massimi primi   | Fino a 100 kg  | 19     |
| Pesi massimi         | Fino a 110 kg  | 18     |
| Pesi supermassimi    | Oltre i 110 kg | 18     |

## Nazioni partecipanti
Le nazioni che hanno partecipato ai campionati furono 37 per un totale di 220 atleti partecipanti. Tra parentesi i partecipanti per nazione.
- Albania (10)
- Algeria (3)
- Argentina (2)
- Australia (10)
- Austria (3)
- Bulgaria (10)
- Cecoslovacchia (6)
- Cina (10)
- Cipro (2)
- Corea del Nord (10)
- Corea del Sud (4)
- Cuba (10)
- Danimarca (1)
- Egitto (5)
- Finlandia (4)
- Francia (8)
- Germania Est (10)
- Germania Ovest (9)
- Giappone (5)
- Grecia (9)
- Indonesia (4)
- Iraq (5)
- Italia (4)
- Lussemburgo (1)
- Norvegia (2)
- Palestina (4)
- Polonia (6)
- Regno Unito (7)
- Romania (5)
- Spagna (7)
- Stati Uniti (10)
- Svezia (1)
- Svizzera (1)
- Taipei cinese (2)
- Turchia (10)
- Ungheria (10)
- Unione Sovietica (10)

## Risultati
Vennero stabiliti tre record mondiali: uno nel totale dell'esercizio, due nelle specialità singole.
| Evento  | Oro                    | Oro      | Argento                | Argento  | Bronzo              | Bronzo   |
| 52 kg   | 52 kg                  | 52 kg    | 52 kg                  | 52 kg    | 52 kg               | 52 kg    |
| ------- | ---------------------- | -------- | ---------------------- | -------- | ------------------- | -------- |
| Strappo | He Zhuoqiang           | 117,5 kg | Ivan Ivanov            | 117,5 kg | Traian Cihărean     | 115,0 kg |
| Slancio | Ivan Ivanov            | 155,0 kg | Traian Cihărean        | 145,0 kg | He Zhuoqiang        | 145,0 kg |
| Totale  | Ivan Ivanov            | 272,5 kg | He Zhuoqiang           | 262,5 kg | Traian Cihărean     | 260,0 kg |
| 56 kg   |                        |          |                        |          |                     |          |
| Strappo | Liu Shoubin            | 130,0 kg | Hafiz Süleymanov       | 130,0 kg | He Yingqiang        | 125,0 kg |
| Slancio | Hafiz Süleymanov       | 157,5 kg | Chun Byung-kwan        | 155,0 kg | Liu Shoubin         | 155,0 kg |
| Totale  | Hafiz Süleymanov       | 287,5 kg | Liu Shoubin            | 285,0 kg | He Yingqiang        | 280,0 kg |
| 60 kg   |                        |          |                        |          |                     |          |
| Strappo | Naim Süleymanoğlu      | 145,0 kg | Attila Czanka          | 137,5 kg | Li Jae-son          | 137,5 kg |
| Slancio | Naim Süleymanoğlu      | 172,5 kg | Nikolaj Pešalov        | 170,0 kg | Attila Czanka       | 167,5 kg |
| Totale  | Naim Süleymanoğlu      | 317,5 kg | Nikolaj Pešalov        | 307,5 kg | Attila Czanka       | 305,0 kg |
| 67,5 kg |                        |          |                        |          |                     |          |
| Strappo | Israyel Militosyan     | 160,0 kg | Joto Jotov             | 155,0 kg | Kim Myong-nam       | 152,5 kg |
| Slancio | Israyel Militosyan     | 187,5 kg | Andreas Behm           | 182,5 kg | Joto Jotov          | 182,5 kg |
| Totale  | Israyel Militosyan     | 347,5 kg | Joto Jotov             | 337,5 kg | Kim Myong-nam       | 327,5 kg |
| 75 kg   |                        |          |                        |          |                     |          |
| Strappo | Cai Yanshu             | 160,0 kg | Altymyrat Orazdurdyýew | 160,0 kg | Pablo Lara          | 157,5 kg |
| Slancio | Altymyrat Orazdurdyýew | 202,5 kg | Jon Chol-ho            | 200,0 kg | Aleksandăr Vărbanov | 200,0 kg |
| Totale  | Altymyrat Orazdurdyýew | 362,5 kg | Pablo Lara             | 357,5 kg | Jon Chol-ho         | 355,0 kg |
| 82,5 kg |                        |          |                        |          |                     |          |
| Strappo | Kiril Kunev            | 172,5 kg | Ingo Steinhöfel        | 170,0 kg | Sergej Li           | 170,0 kg |
| Slancio | Kiril Kunev            | 212,5 kg | Plamen Bratojčev       | 210,0 kg | Ingo Steinhöfel     | 207,5 kg |
| Totale  | Kiril Kunev            | 385,0 kg | Plamen Bratojčev       | 380,0 kg | Ingo Steinhöfel     | 377,5 kg |
| 90 kg   |                        |          |                        |          |                     |          |
| Strappo | Sergej Syrcov          | 185,0 kg | Anatolij Chrapatyj     | 185,0 kg | Ivan Čakărov        | 180,0 kg |
| Slancio | Anatolij Chrapatyj     | 230,0 kg | Sergej Syrcov          | 222,5 kg | Ivan Čakărov        | 220,0 kg |
| Totale  | Anatolij Chrapatyj     | 415,0 kg | Sergej Syrcov          | 407,5 kg | Ivan Čakărov        | 400,0 kg |
| 100 kg  |                        |          |                        |          |                     |          |
| Strappo | Nicu Vlad              | 190,0 kg | Petăr Stefanov         | 187,5 kg | Pavel Kuznecov      | 180,0 kg |
| Slancio | Petăr Stefanov         | 227,5 kg | Udo Guse               | 222,5 kg | Nicu Vlad           | 222,5 kg |
| Totale  | Petăr Stefanov         | 415,0 kg | Nicu Vlad              | 412,5 kg | Pavel Kuznecov      | 400,0 kg |
| 110 kg  |                        |          |                        |          |                     |          |
| Strappo | Ronny Weller           | 202,5 kg | Jurij Zacharevič       | 202,5 kg | Andrew Davies       | 185,0 kg |
| Slancio | Stefan Botev           | 242,5 kg | Mirosław Dąbrowski     | 212,5 kg | Andrew Davies       | 210,0 kg |
| Totale  | Stefan Botev           | 427,5 kg | Andrew Davies          | 395,0 kg | Mirosław Dąbrowski  | 382,5 kg |
| +110 kg |                        |          |                        |          |                     |          |
| Strappo | Aleksandr Kurlovič     | 215,0 kg | Rezvan Gelischanov     | 200,0 kg | Michael Schubert    | 195,0 kg |
| Slancio | Aleksandr Kurlovič     | 245,0 kg | Manfred Nerlinger      | 242,5 kg | Rezvan Gelischanov  | 232,5 kg |
| Totale  | Aleksandr Kurlovič     | 460,0 kg | Rezvan Gelischanov     | 432,5 kg | Michael Schubert    | 425,0 kg |

## Medagliere

### Grandi (totale)
Riferito al totale dell'esercizio: 11 nazioni sono entrate nel medagliere.
| Posiz. | Nazione          | Oro | Argento | Bronzo | Totale |
| ------ | ---------------- | --- | ------- | ------ | ------ |
| 1      | Unione Sovietica | 5   | 2       | 1      | 8      |
| 2      | Bulgaria         | 4   | 3       | 1      | 8      |
| 3      | Turchia          | 1   | 0       | 0      | 1      |
| 4      | Cina             | 0   | 2       | 1      | 3      |
| 5      | Romania          | 0   | 1       | 2      | 3      |
| 6      | Cuba             | 0   | 1       | 0      | 1      |
| 6      | Regno Unito      | 0   | 1       | 0      | 1      |
| 8      | Germania Est     | 0   | 0       | 2      | 2      |
| 9      | Corea del Sud    | 0   | 0       | 1      | 1      |
| 9      | Corea del Nord   | 0   | 0       | 1      | 1      |
| 9      | Polonia          | 0   | 0       | 1      | 1      |
| Totale | Totale           | 10  | 10      | 10     | 30     |

### Grandi (totale) e Piccole (Strappo e Slancio)
Riferito al totale dell'esercizio e delle due specialità: 12 nazioni sono entrate nel medagliere.
| Posiz. | Nazione          | Oro | Argento | Bronzo | Totale |
| ------ | ---------------- | --- | ------- | ------ | ------ |
| 1      | Unione Sovietica | 13  | 8       | 4      | 25     |
| 2      | Bulgaria         | 9   | 8       | 5      | 22     |
| 3      | Cina             | 3   | 2       | 4      | 9      |
| 4      | Turchia          | 3   | 0       | 0      | 3      |
| 5      | Romania          | 1   | 3       | 5      | 9      |
| 6      | Germania Est     | 1   | 3       | 4      | 8      |
| 7      | Corea del Nord   | 0   | 1       | 3      | 4      |
| 8      | Regno Unito      | 0   | 1       | 2      | 3      |
| 9      | Corea del Sud    | 0   | 1       | 1      | 2      |
| 9      | Cuba             | 0   | 1       | 1      | 2      |
| 9      | Polonia          | 0   | 1       | 1      | 2      |
| 12     | Germania Ovest   | 0   | 1       | 0      | 1      |
| Totale | Totale           | 30  | 30      | 30     | 90     |

## Nazioni partecipanti unificato
Di seguito si riportano le nazioni partecipanti unificate delle due edizioni separate. Complessivamente, alle edizioni parteciparono 353 tra atleti e atlete in rappresentanza di 44 nazioni.
- Albania (10)
- Algeria (3)
- Argentina (2)
- Australia (13)
- Austria (5)
- Bulgaria (19)
- Camerun (1)
- Canada (7)
- Cecoslovacchia (6)
- Cina (19)
- Cipro (2)
- Colombia (1)
- Corea del Nord (10)
- Corea del Sud (9)
- Cuba (10)
- Danimarca (1)
- Egitto (5)
- Finlandia (6)
- Francia (17)
- Germania Est (10)
- Germania Ovest (17)
- Giappone (13)
- Grecia (18)
- Guam (1)
- India (6)
- Indonesia (6)
- Iraq (5)
- Israele (1)
- Italia (11)
- Lussemburgo (1)
- Norvegia (3)
- Palestina (4)
- Polonia (6)
- Portogallo (3)
- Regno Unito (16)
- Romania (5)
- Spagna (12)
- Stati Uniti (19)
- Svezia (1)
- Svizzera (1)
- Taipei cinese (11)
- Turchia (10)
- Ungheria (17)
- Unione Sovietica (10)

## Medagliere unificato
Di seguito si riporta il medagliere unificato delle due edizioni separate.

### Grandi (totale) unificato
Riferito al totale dell'esercizio: 18 nazioni sono entrate nel medagliere.
| Posiz. | Nazione          | Oro | Argento | Bronzo | Totale |
| ------ | ---------------- | --- | ------- | ------ | ------ |
| 1      | Cina             | 8   | 3       | 1      | 12     |
| 2      | Bulgaria         | 5   | 5       | 4      | 14     |
| 3      | Unione Sovietica | 5   | 2       | 1      | 8      |
| 4      | Turchia          | 1   | 0       | 0      | 1      |
| 5      | Romania          | 0   | 1       | 2      | 3      |
| 5      | Stati Uniti      | 0   | 1       | 2      | 3      |
| 7      | Regno Unito      | 0   | 1       | 1      | 2      |
| 7      | India            | 0   | 1       | 1      | 2      |
| 9      | Colombia         | 0   | 1       | 0      | 1      |
| 9      | Cuba             | 0   | 1       | 0      | 1      |
| 9      | Ungheria         | 0   | 1       | 0      | 1      |
| 9      | Giappone         | 0   | 1       | 0      | 1      |
| 9      | Corea del Sud    | 0   | 1       | 0      | 1      |
| 14     | Germania Est     | 0   | 0       | 2      | 2      |
| 14     | Corea del Nord   | 0   | 0       | 2      | 2      |
| 16     | Taipei cinese    | 0   | 0       | 1      | 1      |
| 16     | Indonesia        | 0   | 0       | 1      | 1      |
| 16     | Polonia          | 0   | 0       | 1      | 1      |
| Totale | Totale           | 19  | 19      | 19     | 57     |

### Grandi (totale) e Piccole (Strappo e Slancio) unificato
Riferito al totale dell'esercizio e delle due specialità: 20 nazioni sono entrate nel medagliere.
| Posiz. | Nazione          | Oro | Argento | Bronzo | Totale |
| ------ | ---------------- | --- | ------- | ------ | ------ |
| 1      | Cina             | 26  | 5       | 5      | 36     |
| 2      | Unione Sovietica | 13  | 8       | 4      | 25     |
| 3      | Bulgaria         | 12  | 12      | 12     | 36     |
| 4      | Turchia          | 3   | 0       | 0      | 3      |
| 5      | Romania          | 1   | 3       | 5      | 9      |
| 5      | Stati Uniti      | 1   | 3       | 5      | 9      |
| 7      | Germania Est     | 1   | 3       | 4      | 8      |
| 8      | India            | 0   | 5       | 2      | 7      |
| 9      | Corea del Sud    | 0   | 4       | 0      | 4      |
| 10     | Ungheria         | 0   | 3       | 1      | 4      |
| 10     | Giappone         | 0   | 3       | 1      | 4      |
| 12     | Colombia         | 0   | 3       | 0      | 3      |
| 13     | Regno Unito      | 0   | 1       | 4      | 5      |
| 13     | Corea del Nord   | 0   | 1       | 4      | 5      |
| 15     | Cuba             | 0   | 1       | 1      | 2      |
| 15     | Polonia          | 0   | 1       | 1      | 2      |
| 17     | Germania Ovest   | 0   | 1       | 0      | 1      |
| 18     | Taipei cinese    | 0   | 0       | 4      | 4      |
| 19     | Indonesia        | 0   | 0       | 3      | 3      |
| 20     | Grecia           | 0   | 0       | 1      | 1      |
| Totale | Totale           | 57  | 57      | 57     | 171    |